# Sandra Brunner
Sandra Brunner (* 16. Juni 1975 in Neuruppin) ist eine deutsche Juristin und Politikerin (Die Linke). Sie war von 2021 bis 2023 Mitglied des Berliner Abgeordnetenhauses.

## Leben
Sandra Brunner besuchte die Schule im Prenzlauer Berg. Sie studierte ab 1996 Rechtswissenschaften an der Universität Potsdam mit beiden Staatsexamina. Dort war sie für fünf Jahre Vorsitzende des Allgemeinen Studierendenausschusses.
Seit 2023 ist sie Richterin am Landessozialgericht Berlin-Brandenburg.

## Partei und Politik
Sandra Brunner engagiert sich seit Mitte der 1990er-Jahre bei der PDS bzw. der Linken. Sie war Gründerin und Bundessprecherin der Jugendorganisation ['solid]. Sie amtiert als Bezirksvorsitzende ihrer Partei in Pankow und war bis 2023 stellvertretende Berliner Landesvorsitzende.
Über die Landesliste ihrer Partei wurde sie 2021 in das Abgeordnetenhaus gewählt. Bei der Wiederholungswahl 2023 konnte sie ihren Sitz im Abgeordnetenhaus verteidigen. Wegen ihrer Ernennung zur Richterin legte sie ihr Mandat zum 31. Mai 2023 nieder. Für sie rückte Alexander King nach.